# Liste der Biografien/Mej
Liste der Biografien |
Portal Biografien |
Personensuche
# |
A |
B |
C |
D |
E |
F |
G |
H |
I |
J |
K |
L |
M |
N |
O |
P |
Q |
R |
S |
T |
U |
V |
W |
X |
Y |
Z |
?
 
Ma |
Mb |
Mc |
Md |
Me |
Mf |
Mg |
Mh |
Mi |
Mj |
Mk |
Ml |
Mm |
Mn |
Mo |
Mp |
Mq |
Mr |
Ms |
Mt |
Mu |
Mv |
Mw |
Mx |
My |
Mz
 
Mea–Mee |
Mef |
Meg |
Meh |
Mei |
Mej |
Mek |
Mel |
Mem |
Men |
Meo |
Mep |
Mer |
Mes |
Met |
Meu |
Mev |
Mew |
Mex |
Mey |
Mez
Die Liste der Biografien führt alle Personen auf, die in der deutschsprachigen Wikipedia einen Artikel haben. Dieses ist eine Teilliste mit 80 Einträgen von Personen, deren Namen mit den Buchstaben „Mej“ beginnt.

## Mej

### Meja
- Meja (* 1969), schwedische Musikerin
- Méjan, Louis (1874–1955), französischer Politiker

### Mejb
- Mejbaum, Wacław (1933–2002), polnischer Philosoph
- Mejbaum-Katzenellenbogen, Wanda (1914–1986), polnische Biochemikerin und Hochschullehrerin
- Mejbri, Hannibal (* 2003), tunesisch-französischer Fußballspieler

### Mejc
- Mejchar, Elfriede (1924–2020), österreichische Fotografin
- Mejcher, Helmut (* 1937), deutscher HistorikerHelmut Mejcher (* 1937)

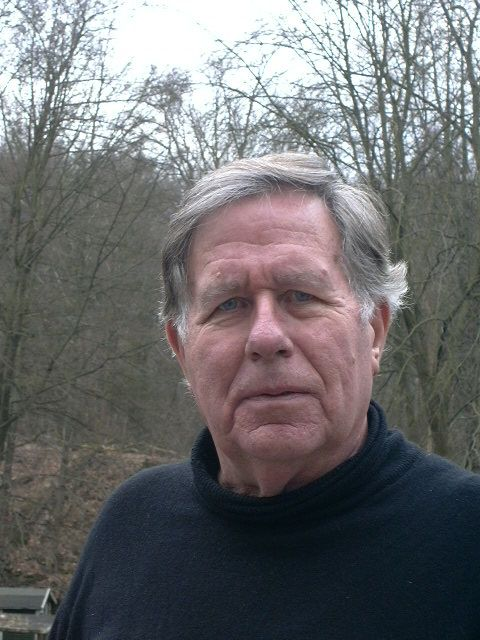
Helmut Mejcher (* 1937)

- Mejcher, Nadija (* 1982), ukrainische Mezzosopranistin, Filmschauspielerin und Fernsehmoderatorin

### Mejd
- Mejdahl, Christian (* 1939), dänischer Gewerkschafter und Politiker (Venstre), Mitglied und Präsident des Folketing
- Mejding, Bent (1937–2024), dänischer Schauspieler, Regisseur und Theaterintendant
- Mejdr, Jan (* 1995), tschechischer Fußballspieler

### Meje
- Méjean, Isabelle (* 1980), französische Wirtschaftswissenschaftlerin und Hochschullehrerin
- Méjean, René (1904–1986), französischer Journalist und Autor okzitanischer Sprache
- Mejer, Bernhard (1570–1634), deutscher Pastor
- Mejer, Friedrich von (1843–1932), preußischer Generalleutnant
- Mejer, Johannes, dänischer Lehrer und Dichter
- Mejer, Johannes (1606–1674), dänischer Mathematiker und KartografJohannes Mejer (1606–1674)

Johannes Mejer (1606–1674)

- Mejer, Luise (1746–1786), deutsche Frau, erste Frau von Heinrich Christian Boie
- Mejer, Otto (1818–1893), deutscher evangelisch-lutherischer Kirchenrechtler
- Mejer, Otto (1888–1959), deutscher Journalist und Marineoffizier
- Mejer, Thomas (* 1961), Schweizer Jazzmusiker
- Mejerow, Alexander Alexandrowitsch (1915–1975), russischer Science-Fiction-Autor der Sowjetära

### Meji
- Mejía Arredondo, Enrique (1901–1951), dominikanischer Komponist und Dirigent
- Mejía Barón, Miguel (* 1949), mexikanischer Fußballtrainer
- Mejía Colindres, Vicente (1878–1966), Präsident von Honduras
- Mejía Corral, Cristóbal Bernardo (* 1954), peruanischer Geistlicher, römisch-katholischer Bischof von Chulucanas
- Mejía Dalmau, Manuel Antonio (* 1947), ecuadorianischer Geschäftsmann und Diplomat
- Mejía Giraldo, Omar de Jesús (* 1966), kolumbianischer Geistlicher, römisch-katholischer Erzbischof von Florencia
- Mejía Jáuregui, Salvador (1894–1956), mexikanischer Fußballfunktionär
- Mejía Orozco, Edgar Jesús (* 1976), kolumbianischer römisch-katholischer Geistlicher, Weihbischof in Barranquilla
- Mejía Oviedo, Luis (* 1953), dominikanischer Geschäftsmann und Sportfunktionär
- Mejía Saldarriaga, Rodrigo (* 1938), kolumbianischer Ordensgeistlicher, Jesuit, emeritierter Apostolischer Vikar von Soddo-Hosanna, Eritrea
- Mejía Vallejo, Fausto Ramón (* 1941), kubanischer Geistlicher, emeritierter römisch-katholischer Bischof von San Francisco de Macorís
- Mejía Víctores, Óscar Humberto (1930–2016), guatemaltekischer Präsident
- Mejía, Adolfo (1905–1973), kolumbianischer Komponist
- Mejía, Alexander (* 1988), kolumbianischer Fußballspieler
- Mejía, Álvaro (1940–2021), kolumbianischer Leichtathlet
- Mejía, Álvaro (* 1967), kolumbianischer Radrennfahrer
- Mejía, Álvaro (* 1982), spanischer Fußballspieler
- Mejía, Diego Andrei (* 1983), mexikanischer Fußballspieler
- Mejía, Dionisio (1907–1963), mexikanischer Fußballspieler
- Mejía, Edgar (* 1988), mexikanischer Fußballspieler
- Mejía, Estanislao (1882–1967), mexikanischer Komponist und Musikpädagoge
- Mejía, Federico (1861–1937), el-salvadorianischer Politiker und Diplomat
- Mejía, Gerardo (* 1965), US-amerikanischer Schauspieler, Sänger und Pastor
- Mejía, Gustavo Isaza († 2007), Arzt und Chirurg
- Mejía, Henry (1991–2014), honduranischer Fußballspieler
- Mejía, Hipólito (* 1941), dominikanischer Politiker, Präsident der Dominikanischen Republik
- Mejía, Jenrry (* 1989), dominikanischer Baseballspieler
- Mejía, Jonathan (* 1989), honduranischer Fußballspieler
- Mejía, Jorge María (1923–2014), argentinischer Geistlicher, Kardinal der römisch-katholischen Kirche
- Mejía, Kevin (* 1995), honduranischer Ringer
- Mejía, León (* 1934), kolumbianischer Radrennfahrer
- Mejía, Luis (* 1991), panamaischer Fußballspieler
- Mejía, Martha (* 1992), mexikanische Handballspielerin
- Mejia, Mindy, amerikanische Schriftstellerin
- Mejía, Nicolás (* 2000), kolumbianischer Tennisspieler
- Mejía, Pedro (* 1978), dominikanischer Sprinter
- Mejía, Robert (* 2000), kolumbianischer Fußballspieler
- Mejía, Salvador (* 1961), mexikanischer Fernsehproduzent
- Mejia, Sammy (* 1983), US-amerikanisch-dominikanischer Basketballspieler
- Mejia, Tehlor Kay, US-amerikanische Schriftstellerin
- Mejía, Tomás (1820–1867), mexikanischer GeneralTomás Mejía (1820–1867)

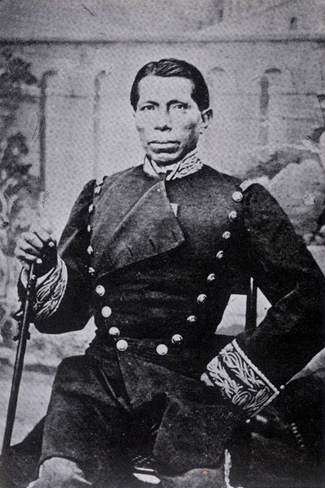
Tomás Mejía (1820–1867)

- Mejías, Daniel (1982–2022), andorranischer Fußballspieler
- Mejías, Javier (* 1983), spanischer Radrennfahrer
- Mejías, Marlies (* 1992), kubanische Radrennfahrerin
- Mejías, Tomás (* 1989), spanischer Fußballtorhüter

### Mejo
- Mejorana, La, spanische Flamenco-Tänzerin

### Mejr
- Mejri, Ahmed (* 1990), tunesischer Boxer
- Mejri, Salah (* 1986), tunesischer Basketballspieler

### Mejs
- Mejstrik, Karl, österreichischer Eiskunstläufer
- Mejstřík, Martin (* 1962), tschechischer Bürgerrechtler und Politiker

### Mejt
- Mejta, Karel senior (1928–2015), tschechoslowakischer Ruderer
- Mejtus, Julij (1903–1997), ukrainischer Komponist

### Meju
- Mejuto González, Manuel (* 1965), spanischer Fußballschiedsrichter
- Mejuto, Andrés (1905–1991), spanischer Schauspieler

### Mejz
- Mejzlíková, Alena (* 1957), slowakisch-tschechische Hockeyspielerin und -trainerin
- Mejzlíková, Marie (1902–1981), tschechoslowakische Leichtathletin
- Mejzlíková, Marie (1903–1994), tschechoslowakische Leichtathletin
- Mejzr, Franz (1868–1929), österreichischer Chorgründer